# 興國高等学校
興國高等学校（こうこくこうとうがっこう、英: Kokoku High School）は、大阪府大阪市天王寺区寺田町に所在する私立男子高等学校。

## 概要
1926年に男子のみの甲種商業学校として設立。1964年より男女共学となったが、1978年から再び男子校へ移行した。現在は前理事長校長・草島一の提唱する、自分の長所や得意なところで夢や目標をみつける「オンリーワン教育」を行っている。
校名は中国の古典に由来する。正式名称は正字体を用いた「興國」であるが、新字体を用いて「興国」と表記される場合もある。校章は論語に記されている「歳寒くして然る後に松柏のしぼむ後るるを知る」の柏からのヒントを得ている。また校歌は土岐善麿と小松耕輔が作詞作曲を担当している。
教学の精神
- 若きわれら知能をみがき
- 若きわれら研究心を深め
- 若きわれら体軀をきたえ
- 若きわれら独創力を培い
- 若きわれら以上の項目を計画的に又協調して完遂に務めよう

教育方針
「豊かさと生きがいのある学校教育をめざし、学校教育の原点に立ちかえってきめこまかな指導をする。断片的な知識の習得をさけ、現実に密着し、そのまま生活の基礎となる学力の涵養に重点をおき、学習意欲の高揚をはかる。基本的生活習慣の確立をめざし、生活指導に重点をおく。自他の人格を尊重し、友情を重んじ、責任感の強いしかも忍耐力のある人間を育成することをめざす。平常授業を大切にし基礎学力の充実をはかるとともに自発的、積極的学習態度を錬成し学力の強化をはかる。知育・徳育・体育の三面にわたって調和のとれた人間性豊かな生徒を育成する。」

## 沿革
当時の大正ルネッサンスの気運を受け商都大阪にふさわしい商業人の育成を目指し、金崎貞三と京阪商業学校を運営していた瀬川卯三郎・福田一光を中心として1926年に興國商業学校として設立された。開設にあたっては東京商科大学より草島惣治郎を校長に招聘し、大阪市此花区下福島（現在の大阪市立福島小学校南側付近）・大阪工科学校内に仮校舎を設置。翌1927年には大阪市東成区岡之町（のちの生野区勝山通8丁目。現在は住居表示変更により生野区勝山北3丁目）・元大阪府立農学校敷地跡に移転した。
1944年に戦時臨時措置として久保田工業学校へ改組した。工業学校当時は、久保田鉄工所が学校経営に参画していた。1945年には建物疎開により、校舎が強制撤去されている。
終戦後の1946年に興國商業学校に復元したものの、久保田鉄工所が学校経営から撤退を余儀なくされたことや、大阪市から敷地を新制中学校に譲ってほしいという要請や公立校への移管・統合が持ち上がった（実際、関係の深かった京阪商業→松下工業学校は結果として守口市に移管されている）しかし校長を務めていた草島やPTA会長だった桝田茂治の尽力もあって、寺田町の現校地を購入して移転している。なお移転前の旧校地は、大阪市立勝山中学校（現在の大阪市立桃谷中学校）となった。
1948年の学制改革によって興國商業高等学校に改組され、1961年に興國高等学校に改称された。

### 年表
- 1926年3月17日 - 興國商業学校として、下福島の仮校舎で開校。
- 1927年2月 - 大阪市東成区岡之町（現在の生野区勝山北3丁目）・大阪府立農学校敷地跡に移転。
- 1944年3月 - 戦時臨時措置により久保田工業学校と改組。
- 1946年2月 - 興國商業学校に復元。
- 1948年4月 - 学制改革により興國商業高等学校となり、中学校を併設。
- 1949年12月 - 天王寺区寺田町1丁目に新築移転。
- 1961年4月 - 普通科を併設。
- 1961年6月 - 興國高等学校と改称。
- 1964年 - 商業科で女子の募集を開始。男女共学となる。中学校の募集を停止。
- 1968年8月22日 - 野球部が第50回全国高等学校野球選手権大会で全国制覇。
- 1973年 - 定時制の募集を停止。
- 1975年 - 普通科で女子の募集を開始。
- 1978年 - 女子の募集を停止し男女別学化。男子校となる。
- 1992年 - 枚方運動場が竣工。
- 2001年 - 普通科にアドバンスコース、スタンダードコースを設置、商業科をITビジネス科へ改編。
- 2002年12月 - 新本館が竣工。
- 2004年 - 普通科にキャリアトライコース設置。
- 2005年8月 - ボクシング部が平成17年度全国高等学校総合体育大会で団体優勝。
- 2008年 - 普通科にアスリートアドバンスコース設置。
- 2011年3月 - 大阪府私立学校審議会、休校状態になっていた定時制課程と中学校の廃止を正式に認可[1]。
- 2013年 - 特進クラスの普通科スーパーアドバンスクラスが本格始動する。
- 2013年10月12日 - 前理事長学校長・草島一の死去に伴い、お別れ会が行われた。
- 2014年1月 - 「KOKOKUオンリーワンキャンパス」が竣工。
- 2015年4月 - スタンダードコースを進学スタンダードコースへ改編。
- 2015年12月 - 新西館が竣工。
- 2017年4月 - 進学スタンダードコースを進学アカデミアコースへ改編。
- 2017年6月6日 - 講堂兼体育館となる新アリーナが竣工。
- 2019年 - ITビジネスコースをITゲーム&デジタルワークスコースに改編。
- 2022年 - アドバンスコースをプレミアムアドバンス(I類・II類)へ改編。進学アカデミアコースをアカデミアコースへ改編。
- 2023年 - スーパーアドバンスにナレッジサイエンスクラス、ダ・ヴィンチクラスを新設。
- 2026年 - 新南館竣工予定

## 学校行事

### 宿泊オリエンテーション
中学生時代に区切りをつけ、新しく高校生としての展望や意気込みを身に付け、信頼関係を深め、クラス活動を充実させることを目的として、1年生のみ行われる2泊3日の宿泊行事。兵庫県の鉢伏高原で行われる。集団行動や校歌の練習、野外活動などが実施される。
なお、2020年は新型コロナウイルスの感染症対策、緊急事態宣言の影響で実施されなかった。

### 校外学習
春季（6月上旬ごろ）に実施されている。場所は、学年やコースによって異なる。

### 体育祭
6月中旬ごろに行われる。2011年度より京セラドーム大阪で行われている。3年生体育祭の男子は上半身裸で行われる学年演技である「エッサッサ」で締めくくるのが恒例となっている。

### 球技大会
10月下旬に開催。ソフトボール、フットサル、ドッジボール、卓球、ソフトバレーの5種目。決勝戦は翌日に午後の授業がカットされて行われる。

### 文化祭
球技大会と立て続けに開催される。球技大会と文化祭を「興國祭」と呼ばれることがある。前夜祭と本祭の2日間にかけて行われる。また、「24時間ラン＆ウォーク」と呼ばれるチャリティーマラソンも同時に開催され、東日本大震災による被災地への募金などが行われる。

### 修学旅行
2年生にて実施される。研修旅行と呼ばれている。コースごとに実施日・場所が異なる。アドバンスコースはケアンズ・シドニー、アスリートアドバンスコースはバルセロナ・ハワイ、キャリアトライ・スタンダードコースはグアム、ITビジネス科（アドバンス・ビジネスコース）はオーストラリアとシンガポールに行く。
2017年よりラグビー部は、イングランド・ドバイにいく。

### マラソン大会
2月上旬に行われている。長居公園で実施され、距離はアスリートアドバンスコースは10km、それ以外のコースは7kmとなっている。制限時間は50分。3学期の体育の成績に大きく関わってくるため、不参加者や制限時間内に走れ切れなかった者には、後日補習がある。
ほかにも希望制で人数制限があるが、夏期休講中に2週間ほどのカナダ短期語学研修、1学期末テスト休暇期間中に無人島サバイバルキャンプや学年末テスト休暇期間中に山形県の蔵王温泉スキー場でのスキー、スノーボード実習がある。

## 設置学科・コース

### 普通科
スーパーアドバンスクラス（略：SAD）
特進クラス。医歯薬系の大学や最難関私立・国公立大学合格を目指すためのカリキュラムが編成されている。春・夏・冬休みに講習や勉強合宿がある。
プレミアムアドバンスI類・II類（略：PAD）
国公立大学・難関私立大学合格を目指すためのクラス。I類とII類に分かれて構成されている。I類は8時間授業と放課後の補習が完備されている。II類は6時間授業と放課後の課外活動との両立で大学進学を目指す。春・夏・冬休みに講習や勉強合宿がある。
アスリートアドバンスコース（略：AA）
トップアスリートを目指すためのコース。充実した学習カリキュラムで、難関大学進学へも対応する。
キャリアトライコース（略：CT）
公務員や保育士を目指すためのコース。公務員試験や保育士に必要な知識を授業で学べ、専門指導者による指導や実習を通した体験学習もできる。就職指導に重点を置く。
アカデミアコース（略：AC）
三種類のカテゴリー（type A：ベーシック、type B：チャレンジ、type C：スポーツ＆アクト）から選択する。様々な未来に向かって、それぞれの能力を伸ばす。大学・専門学校への進学、就職と各人の最適進路に対応できるカリキュラム。2年生より火・水・木曜日5・6限目にオンリーワンロード（選択授業）がある。20科目以上の科目がある。

### ITビジネス科（商業科）
商業検定（全商、日商簿記・ビジネス文書・情報処理・商業経済など）の取得や漢字検定・実用英語検定などを取得し、大手大学や、専門学校への進学、企業への就職などそれぞれの進路を目指す。
ITアドバンスコース（略：ITA 2年生時より）
大学進学に有利な簿記や情報処理、ビジネス文書などの上級資格の取得を目指す。上級取得により資格推薦を駆使し難関大学への進学も可能。7時間授業や春・夏・冬休みに講習がある。
ITゲーム&デジタルワークスコース（略：ITG 2年生時より）
ITGでは主にパソコンを扱う授業が多い。ビジネス文書や情報処理などの検定取得により、大学や専門学校や就職などの進路を目指す。また、木曜日5・6限目に選択授業がある。しかし、スタンダードコースよりも選択できる科目が大幅に限られており、ITG科のみ選択可能な2科目しか選択できない。ITAとITGの大きな違いは簿記の授業、7時間授業＋補習、選択授業があるかないか。

## 施設

### 本館(Main Tower)・西館(West Tower)
現在の本館(Main Tower)は2002年12月に竣工した。第1職員室、エントランス、アメニティーホールであるOak1(オーク・ワン)等が設けられている。現在の西館(West Tower)は2015年12月に竣工した。第2職員室、保健室、守衛室、下駄箱、生徒ラウンジ、メモリアルホール等が設けられている。

### 南館(South Tower)
南館は興國高校の校舎の中で一番古い校舎である。11教室のほかに、理科室、家庭科室、コンピューター室、図書室などがある。現在では興國高校100周年に向けて解体、建設中であり、2026年竣工完了予定である。

### 講堂兼体育館(アリーナ)
壁面収納式の電動観覧席を備えた2100名収容可能な施設となっている。トレーニングジム、ボクシングジム、柔道場、剣道場等が併設されている。

### KOKOKUオンリーワンキャンパス
14の教室と柔道場を有する新校舎。完成と同時に現在の校舎を順次改築し、改築期間中は代替教室として新校舎が利用される。2014年1月に校舎が完成し、平成25年3学期開始と同時にAD、AA、CTコースが新校舎へ教室が移動することになった。現校舎改築完了後は12教室とレスリングジム練となっている。

## 不祥事

### 副校長と教諭による大麻隠蔽容疑および生徒間における大麻蔓延事件
2022年2月18日、生徒から大麻を没収した際に、警察に届け出ず隠蔽しようとした疑いで大阪府警察少年課は、大麻取締法違反(所持)
と証拠隠滅の容疑で副校長と当時生徒指導部長だった教諭を書類送検した。容疑内容は2021年10月上旬から12月下旬にかけて、同校3年の男子生徒が電子たばこを使用して大麻リキッドを吸引しているのを教員が発見し没収した後に、副校長と生活指導部長が校内に隠していたというものである。少年課は2021年夏ごろに、同校の複数の生徒が大麻を密売人から購入している情報を把握したため同年10月に学校を捜索した。もし生徒が大麻を校内に持ち込んでいた場合は警察に連絡するよう伝えていた。府警は複数の生徒への事情聴取を実施した結果、十数人がトイレやグラウンドでの大麻の吸引を認めたため、うち5人を大麻取締法違反(所持)などの容疑で摘発した。この捜査過程で、生徒の一人が教諭に大麻を取り上げられたと証言したため今回の隠蔽容疑が発覚した。3月25日、大阪地検は元副校長と生徒指導部長だった教諭を不起訴(起訴猶予処分)とした。

## 学校関係者

### 教諭
- 喜多隆志 - 現同校野球部監督、元プロ野球選手
- 松田博明 - 元同校野球部監督
- 六車拓也 - 現同校サッカー部監督、元サッカー選手
- 村井保雄 - 元同校野球部監督、同校野球部出身、元高校野球解説者

## 出身者

### 政治
- 濱田剛史 - 高槻市長、弁護士、元検事
- 玄梧鳳 - 元大韓民国国会議員
- 脇田洋人 - 和泉市議会議員、プロレスラー（スペル・デルフィン）

### 野球
- 浅利太門
- 岡本一光
- 岡本利三
- 笠松実
- 河瀬雅英
- 国久松一
- 田中辰次
- 溜池敏隆
- 徳山文宗
- 富田勝
- 西浦敏弘
- 西脇興司
- 橋本星哉
- 堀田明
- 前田諭治
- 益川満育
- 松井猛 (中退)
- 松山昇
- 八木茂
- 山田敏彦
- 湯舟敏郎
- 吉川久一

### サッカー
セレッソ大阪U-18出身
- 秋山大地
- 石尾崚雅
- 石渡ネルソン
- 上畑佑平士
- 魚里直哉
- 大津耀誠
- 岡澤昂星
- 岡田武瑠
- 沖野将基
- 奥村仁
- 斧澤隼輝
- 北野颯太
- 木下慎之輔
- 近藤蔵波
- 佐川洸介
- 下川太陽
- 庄司朋乃也
- 杉本健勇
- 鈴木冬一 (転校)
- 瀬古歩夢
- 夛田凌輔
- 坪井一真
- 中島元彦
- 西尾隆矢
- 春名竜聖
- 舩木翔
- 松岡大智
- 松本凪生
- 丸岡悟
- 丸岡満
- 南野拓実
- 宮田大輔
- 森下怜哉
- 山田寛人
- 吉馴空矢

サッカー部出身
- 荒川永遠
- 荒木遼太
- 今掛航貴
- 宇田光史朗
- 有働夢叶
- 永長鷹虎
- 大垣勇樹
- 奥野将平
- 樺山諒乃介
- 北龍磨
- 北谷史孝
- 國武勇斗
- 坂本稀吏也
- 島津頼盛
- 下上昇大
- 杉浦力斗
- 鈴木裕斗
- 高安孝幸
- 田川知樹
- 田代容輔
- 戸根一誓
- 長井一真
- 中川裕仁
- 西口黎央
- 西村恭史
- 橋本丈
- 平井駿助
- 古橋亨梧
- 南拓都
- 宮城和也
- 向井颯
- 村田透馬
- 山本祥輝
- 湯谷杏吏
- 和田達也
- 渡部大樹

### ボクシング
- 井岡一翔
- 石田順裕
- 大里拳
- 尾崎優日
- 国本陸
- 桑原拓
- 辻永遠
- 中澤奨
- 中島玲
- 中谷正義
- 仲村正男
- 橋詰将義
- 宮崎亮

### ラグビー
- 牛窪心希
- 吉岡義喜

### 相撲
- 朝興貴祐貴
- 豊嶌雅男

### スポーツその他
- 阿部博幸 - 元卓球選手
- 宇佐美正パトリック - 総合格闘家
- 蟬川泰果 - プロゴルファー
- TORU - プロレスラー
- 牧野任祐 - レーシングドライバー
- 山中秀仁 - 元陸上競技選手
- 吉永浩則 - 競艇選手

### 芸能
- 浅野隆志 - 俳優、演出家
- 井上茂 - 俳優
- おかけんた - 漫才師「おかけんた・ゆうた」
- 帯谷孝史 - お笑い芸人
- 加藤拓也 - 劇作家、演出家、映像作家
- 黒崎輝 - 元俳優 (中退)
- 里見まさと - 漫才師「ザ・ぼんち」
- 島木譲二 - 元お笑い芸人、元プロボクシング選手
- 笑福亭笑瓶 - 元お笑いタレント
- 橘家圓三 - 元落語家
- 伊達三郎 - 元俳優
- 九十九一 - お笑い芸人、放送作家
- 中村美律子 - 演歌歌手
- 林家染八 (3代目) - 落語家
- 平田健太 - お笑い芸人
- ぼんちおさむ - 漫才師「ザ・ぼんち」
- 真木ひでと - 歌手 (中退)
- 宮田庸平 - お笑い芸人
- 山内圭哉 - 俳優
- ゆうき哲也 - 元俳優、元お笑い芸人「チャンバラトリオ」

### その他
- がーどまん - YouTuber「チャンネルがーどまん」、ラッパー（中退）
- 鈴木啓之 - 牧師 (中退)
- 寺田寿男 - 実業家、寺田運輸（アート引越センターの前身）創業者（中退）
- 山村輝治 - 実業家、ダスキン代表取締役会長

## 交通
- 寺田町駅（大阪環状線）徒歩６分